# 経済社会学
経済社会学（けいざいしゃかいがく、英: Economic sociology）とは、経済現象を社会学的に分析する分野のことである。
戸田信正は、「スメルサー（Smelser,N.J.)とスウェドバーグ(Swedberg,R.)との共同執筆論文Introducing Economic Sociology　によれば、"「経済諸現象に適用される社会学的観点」(the sociological perspective applied to economic phenomena)から分析する学問”と定義される。」としている。
主流派の経済学が行為の合理性を強調するのに対し、社会学は経済行為もしばしば規範や価値、制度、ネットワークといった1970年代ぐらいまでは主流派の経済学があまり重視してこなかった要因を強調する点で、経済学とは大きく異なる。しかし、経済学にも、制度派、新制度派といった学派があるうえ、経済史やマルクス主義系の経済学は、経済社会学と重なる部分も大きい。
日本には、経済社会学会がある。